# 布洛萨斯克
布洛萨斯克（法語：Blausasc，法語發音：[blozask]）是法国滨海阿尔卑斯省的一个市镇，位于该省中南部偏东，属于尼斯区。

## 地理
布洛萨斯克（43°48'17"N, 7°21'55"E）面积10.21 平方千米，位于法国普罗旺斯-阿尔卑斯-蓝色海岸大区滨海阿尔卑斯省，该省份为法国东南部沿海省份，南濒地中海，西南至瓦尔省，西北接上普罗旺斯阿尔卑斯省，北部和东部与意大利接壤。
与布洛萨斯克接壤的市镇（或旧市镇、城区）包括：贝尔莱萨尔普、康塔龙、孔特、德拉普、莱斯卡雷讷、佩耶、佩永。

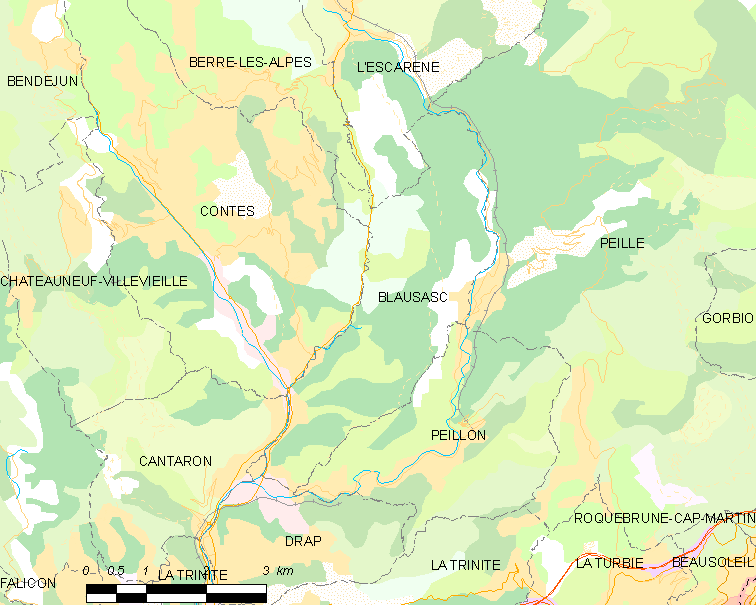
布洛萨斯克的OSM定位图

布洛萨斯克的时区为UTC+01:00、UTC+02:00（夏令时）。

## 行政
布洛萨斯克的邮政编码为06440，INSEE市镇编码为06019。

## 政治
布洛萨斯克所属的省级选区为孔特县。

## 人口

1962-2008年间布洛萨斯克人口变化图示

布洛萨斯克于2022年1月1日时的人口数量为1664人。